# سوماري
سوماري هي مدينة، وبلدية في البرازيل، تتبع ساو باولو، بلغ عدد سكانها 196٬723  نسمة، في 2000، تبلغ مساحتها 153٫033 كيلومتر مربع.

## الموقع
تشترك في الحدود مع:
- بباوليستا
- اورتولانديا.